# Герб Зуї
Герб Зуї затверджений 6 вересня 2004 року рішенням N180 VII сесії Зуївської селищної ради.

## Опис герба
У червоному полі схрещені золоті гілка дуба і меч зі срібним клинком, спрямованим униз. У синій вершині, тонко облямованій знизу сріблом, срібний мартин.
Символіка герба відбиває історію селища, нагадує про те, що Зуя була одним із центрів партизанського руху під час Другої Світової війни. Крім того, дубова гілка символізує навколишні дубові ліси, що здавна вважаються емблемою сили, мужності і доблесті.
Срібний мартин у синьому полі означає Балановське водоймище — унікальний природний об'єкт, що підкреслює красу околишніх земель і значення води в житті кримчан. Червоний колір символізує мужність, доблесть, життєствердну силу і працю, синій — красу і велич.